# 20 h 30 le samedi
20 h 30 le samedi est une émission de télévision française, diffusée à partir de 16 mars 2019 sur France 2 et présentée par Laurent Delahousse ou par Thomas Sotto.

## Description
20 h 30 le samedi est un magazine d'actualités articulé autour  d'un ou plusieurs sujets qui se déroule chaque samedi après le Journal de 20 heures.
Cette narration se fera en trois temps :
- Le "story telling" d’un moment marquant, un instant privilégié de notre aventure humaine, patrimoniale, culturelle, présenté de façon inédite et surprenante.
- L’histoire secrète d’images que vous croyez connaître, ou encore les coulisses de ces heures où tout a basculé dans la vie d’une personnalité.
- Le deuxième reportage partira à la recherche du prolongement de cette histoire, d’hier à aujourd’hui.
- Enfin, "Le Bonus du 20h30", l’image oubliée, le secret dévoilé, les retrouvailles impossibles.
Dans ce nouveau rendez-vous convivial, 20h30 Le Samedi, défileront les pages de l’album de famille des Françaises et des Français.

## Emissions et audiences
- Si vous ne connaissez pas le sujet, laissez ce bandeau (vous pouvez alors contacter les auteurs).
- Si vous supprimez le contenu mis en cause (vous pouvez préalablement contacter les auteurs),

argumentez précisément cette suppression dans la page de discussion
(un manque de référence n'est pas un argument ; une recherche réelle de référence doit avoir été effectuée, être formellement documentée).
| Émission | Jour de diffusion | Sujet                                                    | Nombre de téléspectateurs | PDM      | Réf          |       |
| Saison 1 | Saison 1          | Saison 1                                                 | Saison 1                  | Saison 1 | Saison 1     |       |
| -------- | ----------------- | -------------------------------------------------------- | ------------------------- | -------- | ------------ | ----- |
| 1        | 16 mars 2019      | Autour du Réalisitateur Claude Lelouch                   | 3 640 000                 | 18,2 %   | [ 1 ]        |       |
| 2        | 23 mars 2019      | Les Secrets des pyramides                                | 3 950 000                 | 19,6 %   | [ 2 ]        |       |
| 3        | 30 mars 2019      | Coluche Président                                        | 4 310 000                 | 22,5 %   | [ 3 ]        |       |
| 4        | 6 avril 2019      | Autour de Francis Cabrel                                 | 4 220 000                 | 21,7 %   | [ 4 ]        |       |
| 5        | 13 avril 2019     | Autour de Claude François                                | 4 010 000                 | 21,4%    | [ 5 ]        |       |
| 6        | 27 avril 2019     | Le walkman a 40 ans                                      | 4 630 000                 | 23 %     | [ 6 ]        |       |
| 7        | 11 mai 2019       | Autour de la Jonconde et du Louvre                       | 3 730 000                 | 19,5 %   | À renseigner |       |
| 8        | 25 mai 2019       | Sophie Marceau dans le film « La Boum »                  | -                         | -        | À renseigner |       |
| 9        | 1er juin 2019     | Édith Piaf                                               | -                         | -        | À renseigner |       |
| 10       | 8 juin 2019       | Le Cabaret sous un nouveau jour                          | -                         | -        | À renseigner |       |
| 11       | 22 juin 2019      | Le concert de Johnny en prison                           | -                         | -        | À renseigner |       |
| 12       | 29 juin 2019      | Le premier pas sur la Lune                               | -                         | -        | À renseigner |       |
| Saison 2 |                   |                                                          |                           |          |              |       |
| 13       | 7 septembre 2019  | « Aznavour : quand Charles s'acharne »                   | -                         | -        | À renseigner |       |
| 14       | 14 septembre 2019 | The Big Blue                                             | -                         | -        | À renseigner |       |
| 15       | 21 septembre 2019 | Les cadeaux des présidents                               | -                         | -        | À renseigner |       |
| 16       | 5 octobre 2019    | Dis-moi, Céline                                          | -                         | -        | À renseigner |       |
| 17       | 12 octobre 2019   | Chantal Goya rencontre Jean-Luc Godard                   | -                         | -        | À renseigner |       |
| 18       | 19 octobre 2019   | Aretha Franklin                                          | -                         | -        | À renseigner |       |
| 19       | 26 octobre 2019   | Pionnières et pionniers                                  | -                         | -        | À renseigner |       |
| 20       | 2 novembre 2019   | Brel, Brassens et Ferré                                  | -                         | -        | À renseigner |       |
| 21       | 9 novembre 2019   | Le mur de Berlin                                         | -                         | -        | À renseigner |       |
| 22       | 16 novembre 2019  | Prendre le large                                         | -                         | -        | À renseigner |       |
| 23       | 23 novembre 2019  | Freddie Mercury                                          | -                         | -        | À renseigner |       |
| 24       | 30 novembre 2019  | Laurent Voulzy                                           | -                         | -        | À renseigner |       |
| 25       | 7 décembre 2019   | Comédies musicales                                       | -                         | -        | À renseigner |       |
| 26       | 14 décembre 2019  | Marilyn Monroe et Ella Fitzgerald                        | -                         | -        | À renseigner |       |
| 27       | 21 décembre 2019  | Spéciale fêtes: Voyage en terre de Noël                  | -                         | -        | À renseigner |       |
| 28       | 28 décembre 2019  | Spéciale fêtes: Pierre Gagnaire, Le Chef aux 16 étoiles  | -                         | -        | À renseigner |       |
| 29       | 4 janvier 2020    | Spéciale fêtes: A la vie, à l'ami                        | -                         | -        | À renseigner |       |
| 30       | 11 janvier 2020   | Apocalypse                                               | -                         | -        | À renseigner |       |
| 31       | 18 janvier 2020   | Familles royales                                         | -                         | -        | À renseigner |       |
| 32       | 25 janvier 2020   | Le Minitel                                               | -                         | -        | À renseigner |       |
| 33       | 1er février 2020  | Retour sur scène                                         | -                         | -        | À renseigner |       |
| 34       | 8 février 2020    | Prendre la mer                                           | -                         | -        | À renseigner |       |
| 35       | 15 février 2020   | L'aile ou la cuisse ?                                    | -                         | -        | À renseigner |       |
| 36       | 22 février 2020   | Le mambo de Brigitte Bardot                              | -                         | -        | À renseigner |       |
| 37       | 29 février 2020   | Charlie Chaplin et l’abbé Pierre                         | -                         | -        | À renseigner |       |
| 38       | 7 mars 2020       | Madonna                                                  | -                         | -        | À renseigner |       |
| 39       | 16 mai 2020       | My Way                                                   | -                         | -        | À renseigner |       |
| 40       | 23 mai 2020       | Caprices de star                                         | -                         | -        | À renseigner |       |
| 41       | 30 mai 2020       | Jean-Paul Belmondo                                       | -                         | -        | À renseigner |       |
| 42       | 6 juin 2020       | Nina Simone                                              | -                         | -        | À renseigner |       |
| 43       | 13 juin 2020      | Le Mime Marceau dans la résistance                       | -                         | -        | À renseigner |       |
| 44       | 20 juin 2020      | Le cinéma à fond la caisse                               | -                         | -        | À renseigner |       |
| 45       | 27 juin 2020      | Le soutien-gorge, "je t'aime moi non plus"               | -                         | -        | À renseigner |       |
| 46       | 4 juillet 2020    | Spécial été: La La la                                    | -                         | -        | À renseigner |       |
| 47       | 11 juillet 2020   | Spécial été: L’épopée Fort Boyard                        | -                         | -        | À renseigner |       |
| 48       | 18 juillet 2020   | Spécial été: Les enfants du fleuve                       | -                         | -        | À renseigner |       |
| 49       | 25 juillet 2020   | Spécial été: Les bergers de l’Izoard                     | -                         | -        | À renseigner |       |
| 50       | 1er août 2020     | Spécial été: Claudia, marin-pêcheuse                     | -                         | -        | À renseigner |       |
| 51       | 8 août 2020       | Spécial été: Le Sacré-Cœur de Tokyo                      | -                         | -        | À renseigner |       |
| 52       | 15 août 2020      | Spécial été: La gloire de mon grand-père (Marcel Pagnol) | -                         | -        | À renseigner |       |
| 53       | 22 août 2020      | Spécial été: Et au milieu coule le Verdon                | -                         | -        | À renseigner |       |
| 54       | 29 août 2020      | Spécial été: L’aventure corse                            | -                         | -        | À renseigner |       |
| 55       | 5 septembre 2020  | Spécial été: La Reine du miel                            | -                         | -        | À renseigner |       |
| Saison 3 |                   |                                                          |                           |          |              |       |
| 56       | 12 septembre 2020 | Les tubes de l'été                                       | -                         | -        | À renseigner |       |
| 57       | 19 septembre 2020 | Le retour du péplum                                      | -                         | -        | À renseigner |       |
| 58       | 26 septembre 2020 | Dans le plus simple appareil                             | -                         | -        | À renseigner |       |
| 59       | 3 octobre 2020    | Ray Charles et son ami de Montmartre                     | -                         | -        | À renseigner |       |
| 60       | 24 octobre 2020   | Le rôle de leur vie                                      | -                         | -        | À renseigner |       |
| 61       | 7 novembre 2020   | Mon nom est James Bond                                   | -                         | -        | À renseigner |       |
| 62       | 14 novembre 2020  | Parlez-moi d'amour                                       | -                         | -        | À renseigner |       |
| 63       | 21 novembre 2020  | Dame de fer et Dame Teflon                               | -                         | -        | À renseigner |       |
| 64       | 28 novembre 2020  | Face aux épreuves avec Melody Gardot & Philippe Croizon  | -                         | -        | À renseigner |       |
| 65       | 12 décembre 2020  | Dévoile des secrets autour de Walt Disney                | -                         | -        | À renseigner |       |
| 66       | 19 décembre 2020  | Spéciale fêtes: Le photographe des neiges                | -                         | -        | À renseigner |       |
| 67       | 26 décembre 2020  | Spéciale fêtes: Patrick Roger, le sculpteur du chocolat  | -                         | -        | À renseigner |       |
| 68       | 2 janvier 2021    | Spéciale fêtes: L'ami de Ray Charles                     | -                         | -        | À renseigner |       |
| 69       | 9 janvier 2021    | La vie en VHS                                            | -                         | -        | À renseigner |       |
| 70       | 16 janvier 2021   | Rock’n’politique                                         | -                         | -        | À renseigner |       |
| 71       | 23 janvier 2021   | Cocorico !                                               | -                         | -        | À renseigner |       |
| 72       | 30 janvier 2021   | Un monde merveilleux                                     | -                         | -        | À renseigner |       |
| 73       | 6 février 2021    | Un vent de révolte !                                     | -                         | -        | À renseigner |       |
| 74       | 13 février 2021   | A bord du Titanic                                        | -                         | -        | À renseigner |       |
| 75       | 20 février 2021   | Amours impossibles                                       | -                         | -        | À renseigner |       |
| 76       | 27 février 2021   | L’accent de Fernandel                                    | -                         | -        | À renseigner |       |
| 77       | 6 mars 2021       | Les oubliées                                             | -                         | -        | À renseigner |       |
| 78       | 13 mars 2021      | Passion Photomaton                                       | -                         | -        | À renseigner |       |
| 79       | 3 avril 2021      | Au commencement était le clip                            | -                         | -        | À renseigner |       |
| 80       | 10 avril 2021     | Il était une fois dans l'Ouest                           | -                         | -        | À renseigner |       |
| 81       | 17 avril 2021     | Génération "La Boum"                                     | -                         | -        | À renseigner |       |
| 82       | 24 avril 2021     | La fièvre du samedi soir                                 | -                         | -        | À renseigner |       |
| 83       | 1er mai 2021      | Les forces du mal                                        | -                         | -        | À renseigner |       |
| 84       | 8 mai 2021        | Dans l'ombre de la guerre                                | -                         | -        | À renseigner |       |
| 85       | 15 mai 2021       | C'est l'histoire d'un mec                                | -                         | -        | À renseigner |       |
| 86       | 22 mai 2021       | L'espoir Eurovision                                      | -                         | -        | À renseigner |       |
| 87       | 29 mai 2021       | Les adieux impossibles                                   | -                         | -        | À renseigner |       |
| 88       | 5 juin 2021       | Les tubes des années 80                                  | -                         | -        | À renseigner |       |
| 89       | 12 juin 2021      | Le parfum de nos souvenirs                               | -                         | -        | À renseigner |       |
| 90       | 19 juin 2021      | Nos espions préférés                                     | -                         | -        | À renseigner |       |
| 91       | 3 juillet 2021    | Spécial été : Le rocher du paradis                       | -                         | -        | À renseigner |       |
| 92       | 10 juillet 2021   | Spécial été : A l’école des cascadeurs                   | -                         | -        | À renseigner |       |
| 93       | 17 juillet 2021   | Spécial été : Au four et au moulin                       | -                         | -        | À renseigner |       |
| 94       | 24 juillet 2021   | Spécial été : Une histoire de famille en Camargue        | -                         | -        | À renseigner |       |
| 95       | 31 juillet 2021   | Spécial été : L’aventure en van                          | -                         | -        | À renseigner |       |
| 96       | 7 août 2021       | Spécial été : La Marine de Bonifacio                     | -                         | -        | À renseigner |       |
| 97       | 14 août 2021      | Spécial été : Le maître des machines                     | -                         | -        | À renseigner |       |
| 98       | 21 août 2021      | Spécial été : Les super-héros des JO                     | -                         | -        | À renseigner |       |
| 99       | 28 août 2021      | Spécial été: Aribert, l’étoile verte                     | -                         | -        | À renseigner |       |
| 100      | 4 septembre 2021  | Spécial été: La famille Molière                          | -                         | -        | À renseigner |       |
| Saison 4 |                   |                                                          |                           |          |              |       |
| 101      | 11 septembre 2021 | Mon Belmondo                                             | -                         | -        | À renseigner |       |
| 102      | 18 septembre 2021 | ABBA, le retour                                          | -                         | -        | À renseigner |       |
| 103      | 25 septembre 2021 | La tornade Brigitte Bardot                               | -                         | -        | À renseigner |       |
| 104      | 2 octobre 2021    | Le casse du siècle                                       | -                         | -        | À renseigner |       |
| 105      | 9 octobre 2021    | Tous Superstitieux ?                                     | -                         | -        | À renseigner |       |
| 106      | 16 octobre 2021   | The King                                                 | -                         | -        | À renseigner |       |
| 107      | 23 octobre 2021   | Un souffle de liberté !                                  | -                         | -        | À renseigner |       |
| 108      | 30 octobre 2021   | La Reine et les Stones                                   | -                         | -        | À renseigner |       |
| 109      | 6 novembre 2021   | Barbara et Jacques Mesrine                               | -                         | -        | À renseigner |       |
| 110      | 13 novembre 2021  | Corps à corps                                            | -                         | -        | À renseigner |       |
| 111      | 20 novembre 2021  | Michel Polnareff, la légende                             | -                         | -        | À renseigner |       |
| 112      | 27 novembre 2021  | Joséphine Baker, l'héroïne                               | -                         | -        | À renseigner |       |
| 113      | 4 décembre 2021   | La Reine du crime et le maestro                          | -                         | -        | À renseigner |       |
| 114      | 8 janvier 2022    | La Fureur du moteur                                      | -                         | -        | À renseigner |       |
| 115      | 15 janvier 2022   | Vive les radios libres !                                 | -                         | -        | À renseigner |       |
| 116      | 22 janvier 2022   | Le Tourbillon de la vie                                  | -                         | -        | À renseigner |       |
| 117      | 29 janvier 2022   | Un monde merveilleux                                     | -                         | -        | À renseigner |       |
| 118      | 5 février 2022    | La cuisine au sommet                                     | -                         | -        | À renseigner |       |
| 119      | 9 avril 2022      | Le pouvoir du rock'n'roll                                | -                         | -        | À renseigner |       |
| 120      | 16 avril 2022     | Guerre et paix                                           | -                         | -        | À renseigner |       |
| 121      | 23 avril 2022     | Pagnol, Disney et les nazis                              | -                         | -        | À renseigner |       |
| 122      | 30 avril 2022     | Le goût de l'aventure                                    | -                         | -        | À renseigner |       |
| 123      | 14 mai 2022       | Tapis rouge !                                            | -                         | -        | À renseigner |       |
| Saison 4 |                   |                                                          |                           |          | À renseigner |       |
|          | 10 mai 2025       |                                                          | 3 880 000                 | 25,1 %   | À renseigner | [ 7 ] |

Légende :
- Les plus hauts chiffres d'audience
- Les plus bas chiffres d'audience